# زبان پوتوی
زبان پوتوی زبانی هندواروپایی از شاخه زبان‌های رومی است که جمعیت بسیار اندکی در فرانسه بدان تکلم می‌کنند.این زبان از زبان‌های اوییل محسوب می‌شود.قدیمترین اثر مکتوب بدست آمده به این زبان به سده سیزدهم میلادی باز میگردد.